# (29613) Charlespicard
(29613) Charlespicard (1998 SB2) – planetoida z grupy pasa głównego asteroid okrążająca Słońce w ciągu 3,09 lat w średniej odległości 2,12 j.a. Odkryta 16 września 1998 roku.